# Lois McMaster Bujold

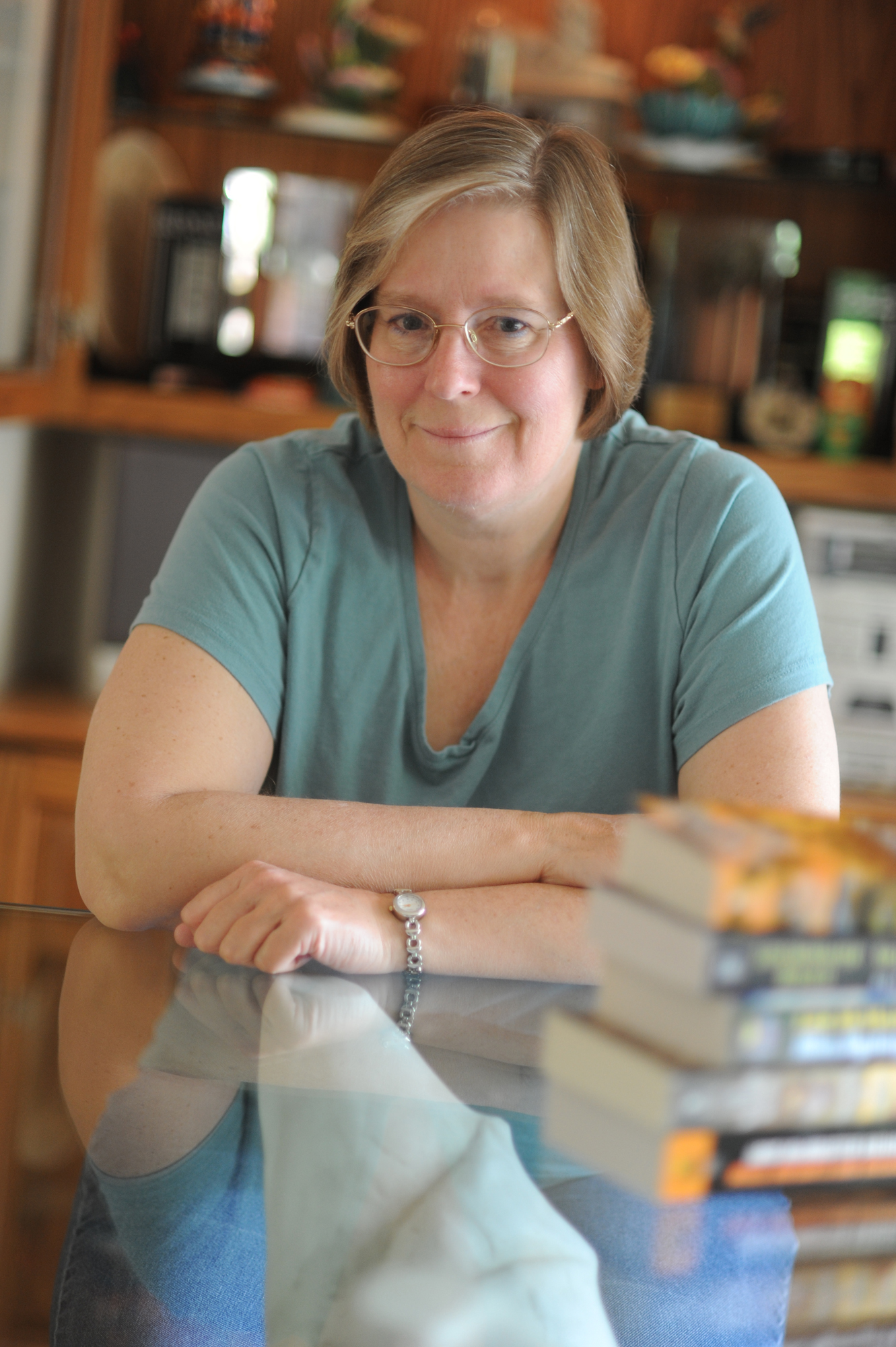
Lois in 2009

Lois McMaster Bujold (Columbus (Ohio), 2 november 1949) is een succesvol Amerikaans schrijfster van sciencefiction- en fantasyboeken, vooral bekend door de Vorkosigan Saga.
Ze heeft viermaal de prestigieuze Hugo Award voor beste roman heeft gewonnen. Dit is een record dat alleen wordt geëvenaard door Robert Heinlein.
Ze is gescheiden, heeft twee kinderen en woont in Minnesota.

## Series
De boeken van Lois McMaster Bujold zijn in te delen in drie verschillende series. Zoals eerder gezegd is de Vorkosigan-serie haar oudste en meest bekende serie. De serie laat zien dat ze een aantal genres en subgenres van sciencefiction meester is. Alle boeken hebben gemeen dat het puur science fiction is, omdat ze tonen hoe technologische ontwikkelingen gevolgen hebben voor hoe mensen met elkaar omgaan en wat voor maatschappijvormen dat oplevert. Met name de impact van technologie op menselijke reproductie is een terugkerend thema. De boeken verschillen onderling allemaal iets van opzet, indachtig de favoriete literaire vorm van Lois McMaster Bujold, de spiraal, waarbij het plot telkens op hetzelfde punt terugkomt, maar dan bezien vanuit een ander (meer gevorderd) perspectief. De vragen blijven steeds hetzelfde, maar naarmate de tijd vordert blijken de antwoorden telkens anders. De boeken hebben verschillende hoofdpersonen, die elk vanuit hun eigen perspectief tegen dezelfde ontwikkelingen of situaties aankijken. Deze serie gaat (vooral) over de familie van Miles Vorkosigan, en hun vrienden. In december 2008 is een boek over deze serie verschenen bij Baen Books: The Vorkosigan Compagnion. 
Haar tweede serie zijn de Chalion-boeken. In deze serie, die rond een thema is opgezet, speelt de religie een belangrijke rol. De wereld van Chalion kent vijf Goden, de Vader en de Moeder, de Zoon en de Dochter en de Bastaard, die een kind is van de Moeder en een Demon die zich tot het goede bekeerd heeft. Deze Goden hebben een duidelijke invloed in de wereld, die vooral blijkt als iemand is overleden. Iedere dode wordt opgenomen door een van de Goden. De Chalion boeken richten zich ieder op een God. Het eerste boek, The Curse of Chalion, heeft de Dochter als inspiratie, maar de hoofdpersoon is een oudere man, een ex-soldaat die juist een periode als slaaf op de roeibanken van een galei achter de rug heeft. Het tweede boek, Paladin of Souls, heeft de Bastaard als inspiratie, hier is de hoofdpersoon een weduwe van hoge adel, die haar leven weer in eigen handen probeert te krijgen nadat zij is genezen van een waanzin veroorzaakt door een Vloek (inderdaad, de curse of Chalion). Dit boek speelt 3 jaar na de gebeurtenissen in The Curse of Chalion. Het derde boek in deze serie, The Hallowed Hunt, speelt in een ander deel van de wereld en enkele eeuwen voor de gebeurtenissen in de twee vorige boeken. Voor de Hallowed Hunt is de Zoon de inspiratie. Zijn hoofdpersoon is een jonge vrouw. De volgende twee boeken in de serie moeten nog geschreven worden. Voor de lezer is dat niet echt een probleem, omdat elk van de boeken een afgerond geheel vormt, en goed zelfstandig gelezen kan worden. De volgorde is hierbij van geen belang.
Een derde serie, die weer anders is opgezet, is inmiddels afgerond. Deze serie, bestaat uit vier boeken die direct op elkaar volgen. Het is de eerste serie die in de juiste volgorde gelezen moet worden. Alle vier de titels beginnen met de naam van de serie: The Sharing Knife. De delen hebben als subtitel: Beguilement (2006); Legacy (2007); Passage (2008) en Horizon (2009). Op de officiële website van Bujold wordt deze serie ook wel The Wide Green World Series genoemd.

## Prijzen
Behalve de Hugo Award voor beste roman heeft ze ook de Nebula Award voor beste roman gewonnen en haar novelle The Mountains of Mourning won beide prijzen.  
In het fantasy-genre won The Curse of Chalion de Mythopoeic Award for Adult Literature en werd ze in 2002 genomineerd voor de World Fantasy Award. Haar vierde Hugo was voor de roman Paladin of Souls, die ook de Locus Award voor fantasy won. 
In 2011 won ze de Skylark Award, een oeuvre-prijs uitgereikt door de New England Science Fiction Association. In 2013 volgde een tweede oeuvre-prijs,  de Forry Award, uitgereikt door de Los Angeles Science Fantasy Society.

### De Vorkosigan Saga
In volgorde van de serie:
- Falling Free (1988)  -- Nebula Award  (speelt ongeveer 200 jaar voor de geboorte van Miles Vorkosigan)
- Shards of Honor (1986) (Speelt één jaar voor de geboorte van Miles Vorkosigan)
- De planeet Barrayar - Barrayar (1991) -- Hugo Award voor Best Novel, Locus Award voor Best Science Fiction Novel
- De jonge krijger - The Warrior's Apprentice (1986)
- The Mountains of Mourning (1989)  -- Hugo Award, Nebula Award.
- The Vor Game (1990) -- Hugo Award
- Cetaganda (1995)
- Ethan of Athos (1986) (Miles Vorkosigan wordt wel genoemd maar komt niet voor in deze roman)
- Labyrinth (1989)
- Borders of Infinity (1989)
- Brothers in Arms (1989)
- Mirror Dance (1994) -- Hugo Award voor Best Novel, Locus Award voor Best Science Fiction Novel
- Memory (1996)
- Komarr (1998)
- A Civil Campaign (2000)
- Winterfair Gifts (2003 in Kroatisch en Russisch, 2004 in het Engels)
- Diplomatic Immunity (2002)
- Cryoburn (2010)
- Captain Vorpatril's Alliance (2012)
- Gentleman Jole and the Red Queen (2016)

En over deze serie:
- The Vorkosigan Compagnion (december 2008) -- edited Lillian Stewart Carl en John Helfers

### Fantasy romans
- The Spirit Ring (1993)
- The Curse of Chalion - serie
  - The Curse of Chalion (2001)
  - Paladin of Souls (2003) -- Hugo en Nebula Award voor Best Novel en Locus Award voor Best Fantasy Novel
  - The Hallowed Hunt (2005)
- The Sharing Knife - serie
  - Beguilement (2006)
  - Legacy (2007)
  - Passage (2008)
  - Horizon (2009)